# Кампо дела Лепре (Алесандрија)
Кампо дела Лепре је насеље у Италији у округу Алесандрија, региону Пијемонт.
Према процени из 2011. у насељу је живело 29 становника. Насеље се налази на надморској висини од 162 м.